# Костишко, Борис Михайлович
Бори́с Миха́йлович Кости́шко (род. 9 декабря 1965, село Кемля, Мордовская АССР) — ректор Ульяновского государственного университета, доктор физико-математических наук, профессор.

## Биография
Борис Костишко родился 9 декабря 1965 года в селе Кемля Ичалковского района Мордовской АССР.
С 1983 года студент физического факультета Московского государственного университета им. М. В. Ломоносова, в 1989 году, получив специальность физика, поступил в аспирантуру факультета.
Б. М. Костишко, пройдя научную школу кафедры физической электроники МГУ, стал специалистом в области высоковакуумной техники, оже-спектроскопии и полупроводниковой технологии.
С 1992 года Борис Михайлович — сотрудник филиала МГУ им. М. В. Ломоносова в Ульяновске. Он принимал непосредственное участие в становлении университета, в создании и развитии его учебно-лабораторной базы.
Борис Костишко заявил о себе как специалист в области фундаментальных исследований, его труды цитируются в мировой научной прессе. Он ведёт проекты Российского фонда фундаментальных исследований (РФФИ), программы «Университеты России», Министерства науки и образования, Американского физического общества. Опубликовал более 200 научных и учебно-методических работ, в том числе монографию и учебное пособие. Является научным руководителем соискателей степени кандидата физико-математических наук.
В 2003—2006 годах Борис Михайлович Костишко — директор Института математики, физики и информационных технологий Ульяновского государственного университета, под его руководством коллектив готовил научные кадры, выполнял научно-исследовательские работы с МГУ, МИФИ, МАМИ, МГИУ, ЯрГУ, СамГУ. Также Борис Костишко принимал активное участие в организации и становлении Корпоративного института высоких технологий в авиа- и автомобилестроении.
14 декабря 2006 года Борис Михайлович Костишко избран ректором Ульяновского государственного университета. Он является также заведующим кафедрой физических методов в прикладных исследованиях инженерно-физического факультета высоких технологий.
6 марта 2022 года после вторжения России на Украину подписал письмо в поддержу российской агрессии. С 9 июня 2022 года находится под персональными санкциями Украины за поддержку войны. Также был внесён ФБК в список коррупционеров и разжигателей войны за поддержку нападения на Украину, 16 марта 2022 года форумом свободной России внесён в «Список Путина» и доклад «поджигателей войны» с предложением введения против него международных санкций.
Б. М. Костишко член Общественной палаты ректоров вузов России. Борис Михайлович вместе с женой растят сына и дочь.

## Награды
- Медаль ордена «За заслуги перед Отечеством» 2 степени (6 августа 2025 года) — за заслуги в подготовке высококвалифицированных специалистов, научно-педагогической деятельности и многолетнюю добросовестную работу[7].